# Barcon
Barcon je obec v Itálii, v provincii Treviso.

## Historie
Nejstarší zprávy o obci Barcon pochází z roku 1181 v souvislosti s kaplí svatého Michaela archanděla, kterou zde nechal postavit biskup z Trevisa. Ovšem celá obec včetně kostela vyhořela a znovu ji pozvedl až rod Camposampiero, který ji zakoupil. Od roku 1344 se v Barconu z nařízení papeže Klementa VI. každé tři roky vybíraly desátky na boj proti Turkům. V roce 1465 získala Barcon významná benátská patricijská rodina Emo, která ho vlastnila až do 27. února 1506, kdy jej zakoupil Nicola hrabě Pola. Polové obdarovali tamní kostel rozsáhlými pozemky, jejichž výnosy sloužily jako živobytí knězi a na údržbu kostela. Polové také nechali kostel dostavět. Roku 1718 si hrabata Polové nechali v Barconu vystavět rozsáhlou vilu od Giorgia Massariho. V roce 1788 se jim podařilo získat povolení od Benátské republiky, aby směl být dvakrát měsíčně v Barconu trh (od 11.3.1797 byl trh každý týden). 3. listopadu 1796 přitáhlo do Barconu 40,000 rakouských vojáků, kteří zde nocovali a zabavili vilu pro potřeby velitelů a důstojníků. V roce 1811 pak hrabata Polové zajistili, že v obci bude dvakrát ročně veletrh, čímž značně zvýšili význam Barconu v celém okolí. V roce 1858 se pod vlivem náročného života stal provoz ohromné vily pro rodinu neúnosný a vila byla téměř celá zbořena. V roce 1920 pak zemřel poslední potomek italské větve rodu Galvano. V roce 1935 byl zcela opraven kostel svatého archanděla Michaela. Za války zažil Barcon jedenkrát bombardování, ovšem historické prvky nikterak neutrpěly. V roce 1946, při referendu o státním zřízení Itálie se většina obyvatel (59,5%) vyslovila pro zachování monarchie.

## Vila Pola
Velkolepou vilu vystavěl mezi lety 1718–1721 poblíž původního feudálního sídla v Barconu významný benátský architekt Giorgio Massari pro rodinu hrabat Polů. Stava byla provedena tak, aby odrážela majetek i moc rodiny, ale zároveň aby ladila s terénem a nepůsobila kýčovitě. Podle svědectví současníků se tento záměr vydařil. Většina vily byla obložena mramorem a vyzdobena freskami, přičemž nejvýznamnější byla freska z roku 1789 na stropě centrálního schodiště, jež zachycovala motivy ze života svatého Karla Velikého a jejímž autorem byl Giambattista Canal. Vilu tvořil komplex tří budov – samotné vily a dvou benátských stodol, takzvaných barchess. Samotná vila měla čtvercový půdorys o straně 120 stop (asi 42 metrů) a měla čtyři patra. Barchesy, které byly umístěny po každé straně vily a svíraly s ní pravý úhel, měly obdélníkový půdorys 64×21 metrů. Vila stála uprostřed rozsáhlého parku, na který navazoval ovocný sad. Celý areál je doposud obehnán vysokou kamennou zdí.

### Historie vily
Rodina hrabat Polů skupovala pozemky v okolí Barconu již od konce 15. století. Roku 1506 oficiálně zakoupila celé rozsáhlé panství, tvořené především zemědělskými plochami. Na panství se nacházelo menší feudální sídlo, jež stojí dodnes. Jelikož rodina v Barconu nesídlila, jejím domovem bylo totiž nedaleké město Treviso, kde pro ni vystavěl významný benátský architekt Pietro Lombardo krásný renesanční palác, nebylo zapotřebí toto feudální sídlo nijak rozšiřovat. Situace se změnila až na počátku 18. století, kdy se rodina rozhodla lépe kontrolovat své panství a přestěhovat se proto z Trevisa da Barconu. Proto byl pověřen Giorgio Massari stavbou rozsáhlé vily. Stavba byla dokončena až roku 1721. Rodina ve vile bydlela až do poloviny 19. století, pak ji ovšem musela pro velké dluhy prodat. Noví majitelé nechali vilu zbourat a rozprodat jako stavební materiál. Do dnešní doby přežila pouze jedna barchessa, která v poslední době prošla rozsáhlou rekonstrukcí, byl v ní zřízen pivovar a slouží jako restaurace. Přístupný je též park.

### Hrabata Polové
Původně istrijská šlechtická rodina, která se již od 13. století začala přesouvat do severoitalského Trevisa. V roce 1331 sem přesídlila celá rodina, jejíž příslušníci zde zastávali vysoké úřady a v roce 1401 byli přijati do tamní šlechtické rady. Benátská republika, pod kterou Treviso spadalo, potvrdila rodině titul "conte" (hrabě). Příslušníci rodiny též zasedali ve Furlanském parlamentu sídlícím v Udine. Roku 1492 si nechali v Trevisu vystavět krásný palác proslulým benátským architektem Petrem Lombardim. O několik let později, roku 1506 zakoupili panství Barcon. V této době patřila rodina mezi nejpřednější benátskou aristokracii, což dokazují mimo jiné sňatky s příslušníky rodů Caetani, Gonzaga, della Torre, Colloredo a podobně. Roku 1600 (či 1607) odešel jeden příslušník rodu Filip Kryštof také do Čech, kde založil českou linii, v současné době žijící na zámku Bukovci a v Praze. Další linie měla rodina v Istrii a v Miláně. Roku 1819 byl rodině potvrzen hraběcí stav i pro Rakouské císařství. Ovšem rodina si nákladným způsobem života nadělala ohromné dluhy a tak po roce 1850 rozprodala veškerý majetek. Italská linie vymřela roku 1920 hrabětem Galvanem Polou.

## Galerie

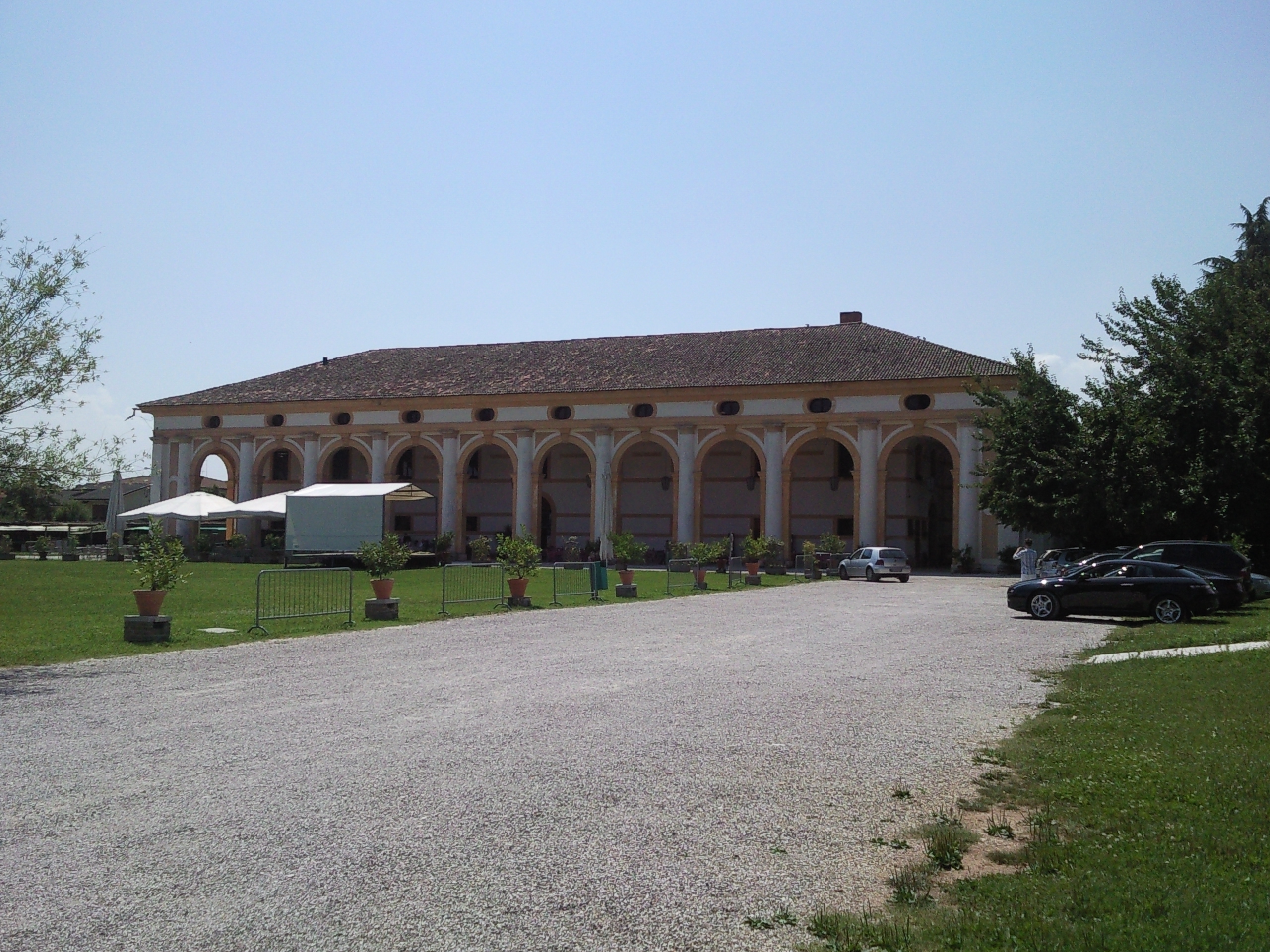
Barchessa Villa Pola.
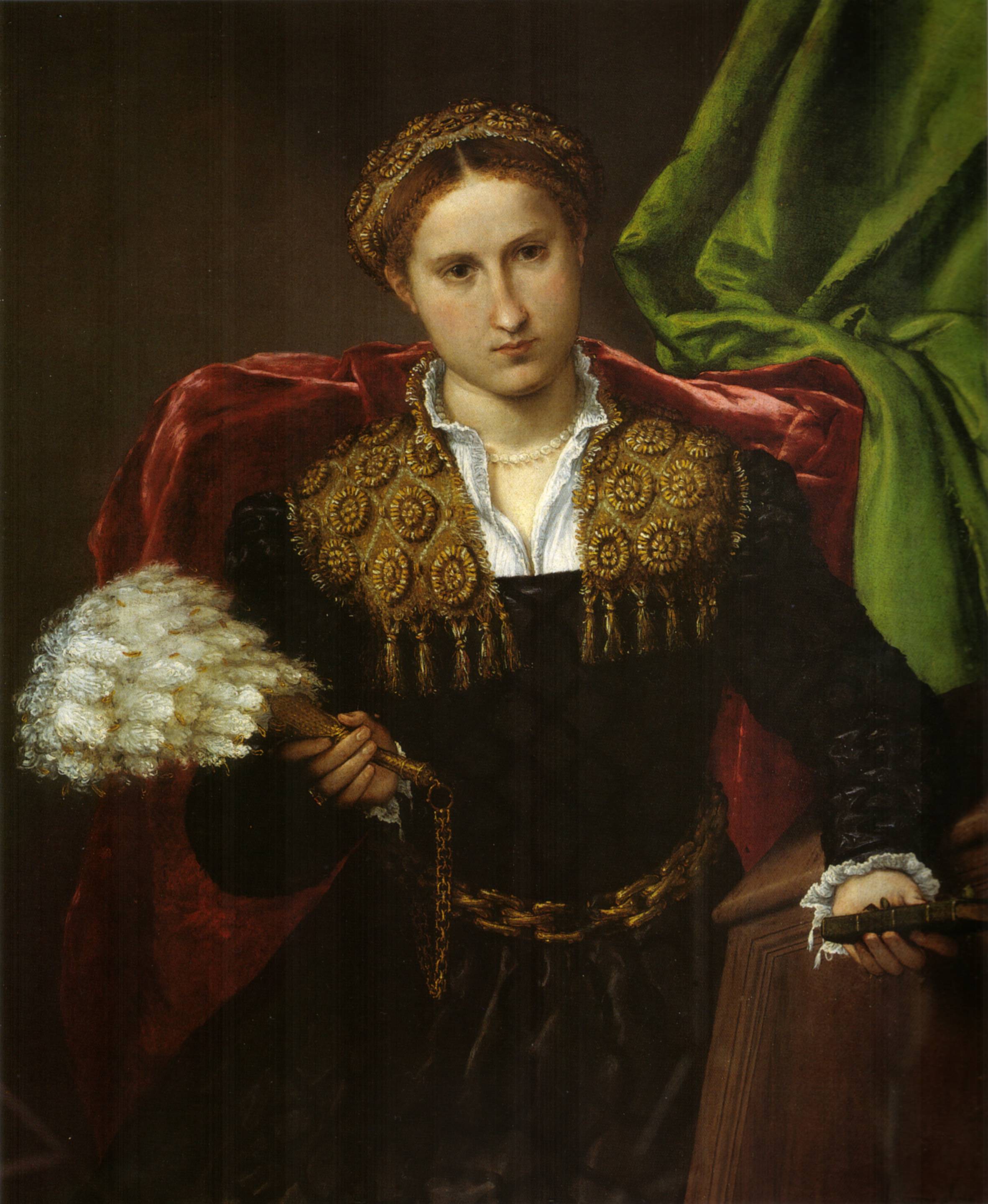
Laura da Pola, portrét vyhotovený Lorenzem Lottem roku 1544.